# Milvus
Milvusは2013年からカール・ツァイスが35mm判一眼レフカメラ用マニュアルフォーカスレンズに使用しているレンズブランドである。
名称はラテン語でトビの一種の属名に由来する。

## 製品
- Milvus2.8/15 - 15mmF2.8。逆望遠型で非球面レンズと異常分散レンズを含む12群15枚。近距離補正機構で最短撮影距離0.25m。アタッチメントはφ95mmP=0.75mmねじ込み。Fマウント(Ai-S互換)とEFマウントがある。
- Milvus2.8/18 - 18mmF2.8。逆望遠型で非球面レンズと異常分散レンズを含む12群14枚。近距離補正機構で最短撮影距離0.25m。アタッチメントはφ77mmP=0.75mmねじ込み。Fマウント(Ai-S互換)とEFマウントがある。
- Milvus2.8/21 - 21mmF2.8。逆望遠型で異常分散レンズを含む13群16枚。近距離補正機構で最短撮影距離0.22m。アタッチメントはφ82mmP=0.75mmねじ込み。Fマウント(Ai-S互換)とEFマウントがある。
- Milvus1.4/35 - 35mmF1.4。逆望遠型で異常分散レンズを異常分散レンズを含む11群14枚。近距離補正機構で最短撮影距離0.3m。アタッチメントはφ72mmP=0.75mmねじ込み。Fマウント(Ai-S互換)とEFマウントがある。
- Milvus2/35 - 35mmF2。逆望遠型で異常分散レンズを含む7群9枚。近距離補正機構で最短撮影距離0.3m。アタッチメントはφ58mmP=0.75mmねじ込み。Fマウント(Ai-S互換)とEFマウントがある。
- Milvus1.4/50 - 50mmF1.4。逆望遠型で非球面レンズと異常分散レンズを含む8群10枚。近距離補正機構で最短撮影距離0.45m。アタッチメントはφ67mmP=0.75mmねじ込み。Fマウント(Ai-S互換)とEFマウントがある。
- Milvus1.4/85 - 85mmF1.4。ダブルガウス型で異常分散レンズを含む9群11枚。近距離補正機構で最短撮影距離0.8m。アタッチメントはφ77mmP=0.75mmねじ込み。Fマウント(Ai-S互換)とEFマウントがある。
- Milvus2/135 - 135mmF2。ダブルガウス型で異常分散レンズを含む8群11枚。近距離補正機構で最短撮影距離0.8m。アタッチメントはφ77mmP=0.75mmねじ込み。Fマウント(Ai-S互換)とEFマウントがある。
- Milvus2/50M - 50mmF2のマクロレンズ。ダブルガウス型の6群8枚。近距離補正機構で最短撮影距離0.24m。アタッチメントはφ67mmP=0.75mmねじ込み。Fマウント(Ai-S互換)とEFマウントがある。
- Milvus2/100M - 100mmF2のマクロレンズ。ダブルガウス型で異常分散レンズを含む8群9枚。近距離補正機構で最短撮影距離0.44m。アタッチメントはφ67mmP=0.75mmねじ込み。Fマウント(Ai-S互換)とEFマウントがある。